# Liste der Baudenkmäler im Wuppertaler Wohnquartier Kohlfurth
Die Liste der Baudenkmäler im Wuppertaler Wohnquartier Kohlfurth enthält die denkmalgeschützten Bauwerke auf dem Gebiet von Wuppertal-Kohlfurt in Nordrhein-Westfalen (Stand: November 2011). Diese Baudenkmäler sind in der Denkmalliste der Stadt Wuppertal eingetragen; Grundlage für die Aufnahme ist das Denkmalschutzgesetz Nordrhein-Westfalen (DSchG NRW).

## Auszug aus der Denkmalliste

### Eingetragene Baudenkmäler
| Bild           | Bezeichnung       | Lage                                  | Beschreibung                                                      | Bauzeit                             | Eingetragen seit | Denkmal- nummer |
| -------------- | ----------------- | ------------------------------------- | ----------------------------------------------------------------- | ----------------------------------- | ---------------- | --------------- |
| weitere Bilder | Schleifkotten     | Kohlfurth Kaltenbacher Kotten 1 Karte | Kaltenbacher Kotten / Manuelskotten                               | 1755                                | 7. November 1984 | 181 Wikidata    |
| weitere Bilder | Brücke            | Kohlfurth Kohlfurther Brücke          | Kohlfurther Brücke                                                | 1893                                | 13. April 2006   | 2550 Wikidata   |
| weitere Bilder | Wohnhaus          | Kohlfurth Kohlfurther Brücke 14 Karte | eine D-Nummer mit Kohlfurther Brücke 16                           | Mitte des 19. Jahrhunderts          | 1. Juni 1992     | 2242            |
| weitere Bilder | Wohnhaus          | Kohlfurth Kohlfurther Brücke 16 Karte | eine D-Nummer mit Kohlfurther Brücke 14                           | Mitte des 19. Jahrhunderts          | 1. Juni 1992     | 2242            |
| weitere Bilder | Wohnhaus          | Kohlfurth Kohlfurther Brücke 21 Karte |                                                                   | um 1860                             | 25. Mai 1992     | 2234            |
| weitere Bilder | Wohnhaus          | Kohlfurth Kohlfurther Brücke 25 Karte | eine D-Nummer mit Kohlfurther Brücke 27                           | vor 1827                            | 20. Mai 1992     | 2228            |
| weitere Bilder | Wohnhaus          | Kohlfurth Kohlfurther Brücke 27 Karte | eine D-Nummer mit Kohlfurther Brücke 25                           | vor 1827                            | 20. Mai 1992     | 2228            |
| weitere Bilder | Wohnhaus          | Kohlfurth Kohlfurther Brücke 38 Karte |                                                                   | 1902                                | 9. März 2000     | 4131            |
| weitere Bilder | Wohnhaus          | Kohlfurth Kohlfurther Brücke 40 Karte | eine bauliche Einheit und eine D-Nummer mit Kohlfurther Brücke 42 | Mitte des 19. Jahrhunderts          | 22. Juli 1992    | 2334            |
| weitere Bilder | Wohnhaus          | Kohlfurth Kohlfurther Brücke 42 Karte | eine bauliche Einheit und eine D-Nummer mit Kohlfurther Brücke 40 | um 1800                             | 22. Juli 1992    | 2334            |
| weitere Bilder | Gaststätte        | Kohlfurth Kohlfurther Brücke 56 Karte | Gaststätte Strandcafe                                             | erstes Viertel des 19. Jahrhunderts | 13. Oktober 1987 | 1145 Wikidata   |
| weitere Bilder | Straßenbahntrasse | Kohlfurth Kohlfurther Brücke 57 Karte | Straßenbahntrasse der Bergische Museumsbahn, Cronenberg-Kohlfurth | 1914                                | 31. August 1989  | 1640            |

### Baudenkmäler in Bearbeitung
Folgende Objekte werden noch geprüft oder deren Status ist in der Denkmalliste nicht klar ersichtlich.
| Bild           | Bezeichnung | Lage                        | Beschreibung          | Bauzeit | Eingetragen seit | Denkmal- nummer |
| -------------- | ----------- | --------------------------- | --------------------- | ------- | ---------------- | --------------- |
| weitere Bilder | Wohnhaus    | Kohlfurth Unterkohlfurth 60 | Status wird überprüft |         |                  | 0               |